# Семантична війна
Семантична війна — концептуальна війна за сенси і перспективи майбутнього: конструктивні, мережеві, загальнолюдські.
Саме семантична війна створює нові дискурси. Це її основна мета. Таким чином, семантична війна — це війна дискурсів на рівні розумових установок.
Семантична війна має необхідною умовою початку семантичну революцію, яка закріплює нові розумові установки в суспільстві і тим самим підсилює потужність інтелектуальних позицій мислячих людей, а також створює підстави для стійкої переваги обивателів, носіїв цих розумових установок, в їх комунікації з іншими обивателями, які не є носіями цих розумових установок.